# Fortaleza Antônia
A Fortaleza Antônia (aramaico: קצטרא דאנטוניה) era uma cidadela construída por Herodes, o Grande e nomeada em homenagem ao patrono de Herodes, Marco Antônio, como uma fortaleza cuja função principal era proteger o Segundo Templo. Foi construída em Jerusalém na extremidade oriental da Segunda Muralha, no canto noroeste do Monte do Templo, e estava conectada ao Templo por pórticos.

## História
Herodes (r. 37 – c. 4 a.C.) construiu a fortaleza para proteger o Templo. Ele a nomeou em homenagem ao seu patrono Marco Antônio (83–30 a.C.).
A fortaleza foi uma das últimas fortalezas dos judeus no Cerco de Jerusalém (70 d.C.), quando o Segundo Templo foi destruído.

### Controvérsia sobre a data de construção
A data de construção é controversa porque o nome sugere que Herodes construiu Antônia antes da derrota de Marco Antônio por Otaviano em 31–30 a.C. e o suicídio de Marco Antônio em 30 a.C. Herodes é famoso por ser um diplomata hábil e pragmático, que sempre se alinhava com o lado vencedor e o "homem no comando" de Roma. É um tanto difícil harmonizar esta data com a data presumida para a construção do Templo Herodiano.

## Tradição cristã
Tradicionalmente, os cristãos acreditaram por séculos que as proximidades da Fortaleza Antônia foram o local do pretório de Pôncio Pilatos, onde Jesus foi julgado por alta traição. Isso foi baseado na suposição de que uma área de lajes romanas descoberta sob a Igreja da Condenação e o Convento das Irmãs de Sião era 'o pavimento' que 
 descreve como o local do julgamento de Jesus.

### Pavimento da Antônia: contra-argumentos arqueológicos
Pierre Benoit, ex-professor de estudos do Novo Testamento na École Biblique, reexaminou os resultados de todas as pesquisas anteriores da escarpa noroeste do Haram, dos estudos arqueológicos dos locais pertencentes aos católicos na área (Convento das Irmãs de Sião, Mosteiro da Flagelação e Convento de Santa Ana dos Padres Brancos), bem como as escavações ao norte da área da Piscina Struthion, e publicou em 1971 suas conclusões: A investigação arqueológica indica que cerca de um século após o tempo presumido da morte de Jesus, esta área foi reconstruída como o oriental de dois fóruns pertencentes à nova cidade iniciada por Adriano por volta de 130 d.C., a Aelia Capitolina, e é concebível que após a destruição da Fortaleza Antônia durante o cerco de 70 d.C., suas pedras do pavimento foram reutilizadas no fórum de Adriano. No entanto, ele também considera a possibilidade de que o pavimento seja inteiramente da época de Adriano. O fórum oriental da Aelia Capitolina foi construído sobre a Piscina Struthion, que foi mencionada pelo historiador do século I Flávio Josefo como sendo adjacente à fortaleza (Josefo, Guerra Judaica 5:11:4).[carece de fontes?]

### Pretório no palácio real, não na Antônia
Há argumentos textuais e arqueológicos contra o julgamento de Jesus ter sido realizado na Fortaleza Antônia. Como Fílon, Josefo testemunha que os governadores romanos ficavam no Palácio de Herodes enquanto estavam em Jerusalém, e realizavam seus julgamentos no pavimento imediatamente fora dele (Josefo, Guerras Judaicas, 2:14:8). Josefo indica que o Palácio de Herodes fica na Colina Ocidental (Guerras Judaicas, 5:2) e em 2001 alguns de seus vestígios foram redescobertos sob um canto da Torre de Davi. Os arqueólogos, portanto, concluem que no século I, o pretório—a residência do prefeito (governador)—estava no antigo palácio real na Colina Ocidental, em vez de na Fortaleza Antônia, no lado oposto da cidade. No entanto, como a tradição manteve seu poder ao associar a fortaleza com o julgamento de Jesus, o local onde ela ficava serve como ponto de partida da Via Dolorosa que comemora a crucificação de Jesus.

### Dois argumentos para a Antônia como local do julgamento
1. Durante a maior festa de peregrinação, quando centenas de milhares vinham ao Templo, Pilatos naturalmente tinha que estar com sua guarnição próxima ao Monte do Templo como um foco potencial da revolta, e certamente o lugar favorito dos zelotes religiosos e nacionalistas que desejavam independência de Roma.
2. De acordo com o Evangelho de Lucas (23:6-13), Pilatos descobriu que Cristo era da Galileia, "e quando soube que ele era da jurisdição de Herodes, enviou-o a Herodes, que também estava em Jerusalém naqueles dias" (23:7). Herodes Antipas, que veio para o feriado da Galileia para Jerusalém, decepcionado e irritado por causa do silêncio de Jesus, "enviou-o de volta a Pilatos" (23:11), que então "convocou os principais sacerdotes e os governantes e o povo" (23:13). Parece que Pilatos não estava no castelo de Herodes. Se o julgamento tivesse ocorrido no castelo de Herodes, ele poderia simplesmente ter pedido a Herodes para vir à sala do tribunal, como convocou os principais sacerdotes e os líderes.

## Descrição

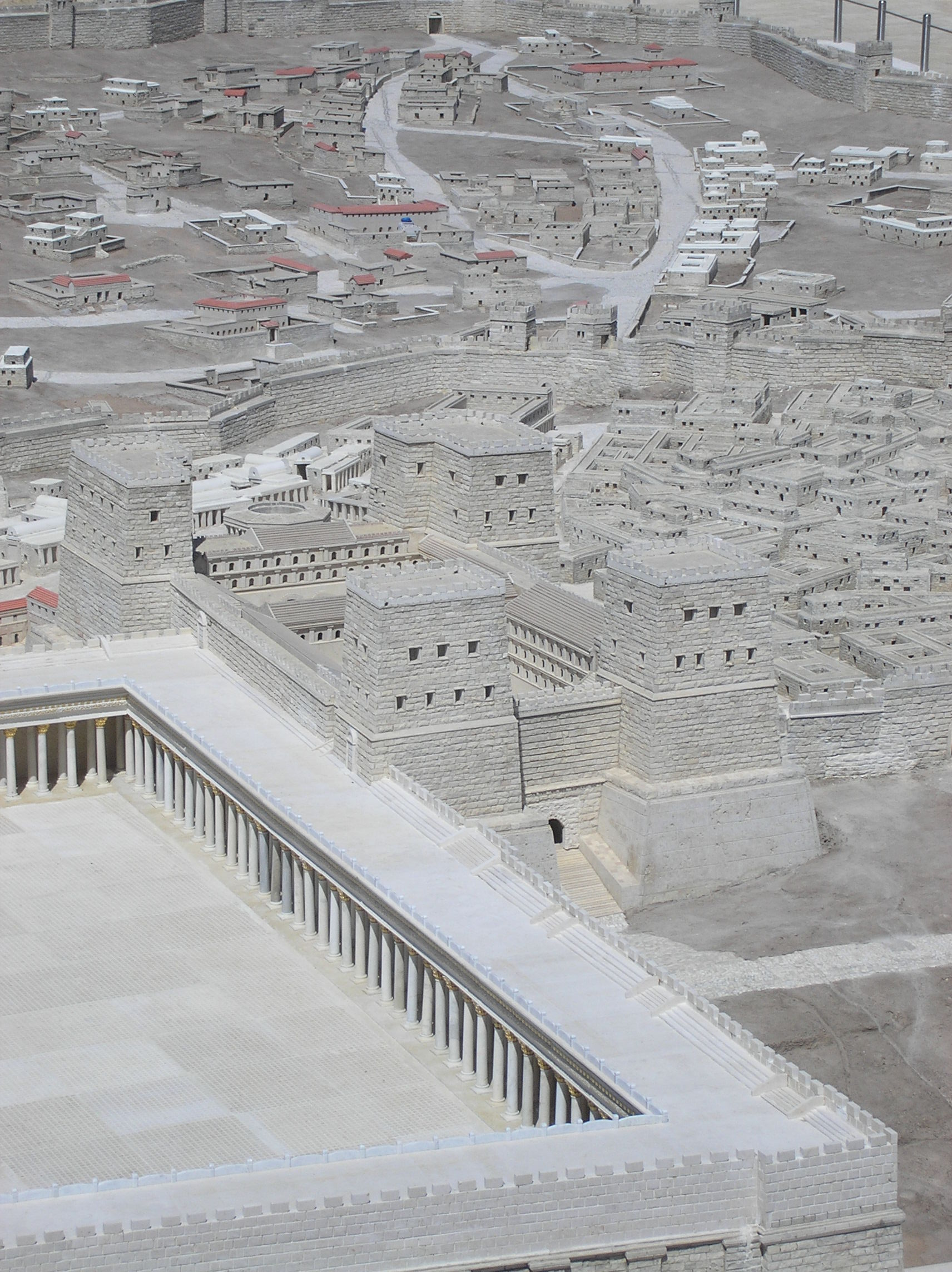
Um modelo da Fortaleza Antônia—atualmente no Museu de Israel

Embora reconstruções modernas frequentemente retratem a fortaleza como tendo uma torre em cada um dos quatro cantos, Josefo repetidamente se refere a ela como "a torre Antônia", e afirma que havia sido construída por João Hircano e depois por Rei Herodes, e usada como um vestiário, no qual eram depositidas as vestimentas do sumo sacerdote. Josefo afirma:
A aparência geral do conjunto era a de uma torre com outras torres em cada um dos quatro cantos; três desses torrões tinham cinquenta cúbitos de altura, enquanto aquela no ângulo sudeste subia a setenta cúbitos e assim dominava uma vista de toda a área do templo.

## Outras teorias
Alguns pesquisadores e acadêmicos, incluindo Marilyn Sams (M.A. em Literatura Americana, Brigham Young University) e Dr. Robert Cornuke (Ph.D. em Bíblia e Teologia, Louisiana Baptist University), expandiram a pesquisa do Dr. Ernest L. Martin (1932–2002, meteorologista, professor universitário, arqueólogo amador), que ofereceu evidências de que o complexo no que é comumente chamado de Monte do Templo não abrigava o Templo de Jerusalém, mas é, em vez disso, os restos de uma Fortaleza Antônia mais massiva, e que a rocha dentro da Cúpula da Rocha não é a Pedra Fundamental, mas estava dentro do Pretório de Pôncio Pilatos onde Jesus foi julgado.

Jerome Murphy-O'Connor, no entanto, argumentou que esta teoria "não pode ser sustentada", pois não pode ser reconciliada com a descrição de Josefo, e "não explica os restos arqueológicos na seção ocidental da muralha norte". Josefo e a arqueologia não deixam muito espaço para dúvida em relação ao fato de que o Monte do Templo foi, de fato, o local do Templo Herodiano, nem para a localização da Antônia próxima ao seu canto noroeste.

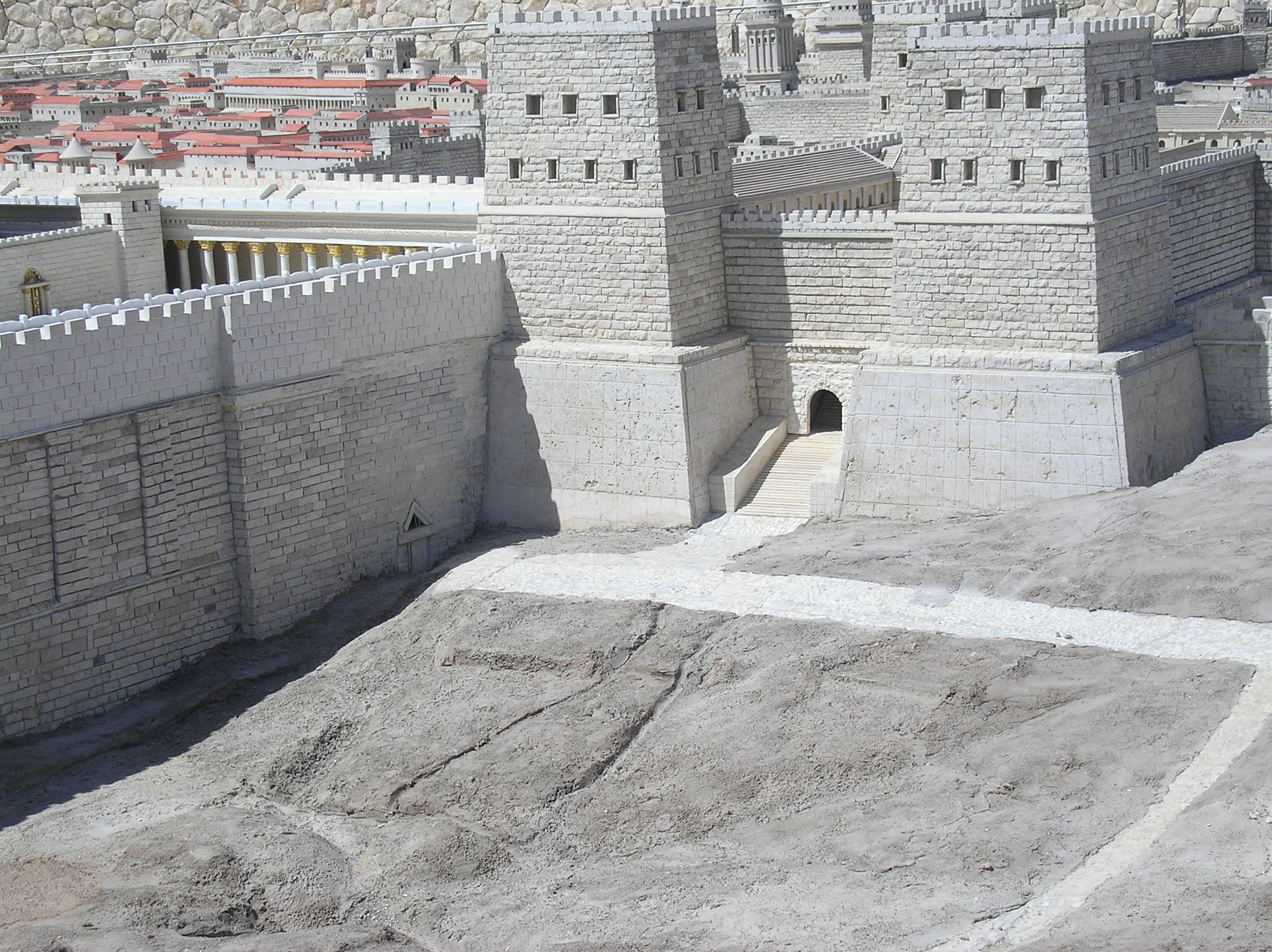
Modelo da fortaleza e do Portão Tedi (pequeno portão com topo triangular)

Tanto Josefo quanto a arqueologia concordam que o acampamento militar romano após a destruição de 70 d.C. estava centrado nas três torres próximas ao palácio real de Herodes na Colina Ocidental, e não no Monte do Templo, cujas muralhas protetoras haviam sido derrubadas pelos romanos, com os destroços resultantes visíveis até hoje ao longo do Muro das Lamentações próximo ao Arco de Robinson. Acampamentos militares romanos tinham cantos arredondados e quatro portões, um em cada muralha – o complexo herodiano tinha cantos angulares e nove portões. Acampamentos permanentes eram muito maiores, 50 acres em média; a esplanada do Haram contém apenas 36 acres. Não há explicação de acampamento romano para a inscrição hebraica marcando o Local da Trombeta. O complexo do Templo era cercado por pórticos (colunatas cobertas seguindo as muralhas internas do complexo), enquanto acampamentos militares nunca eram. Augusto confiava em Herodes e não teria construído uma fortaleza controladora dominando sua capital e Templo, mas nenhum imperador teria ido tão longe a ponto de confiar uma legião a um rei cliente.
Restos de uma muralha de 4 metros de espessura e silhares de estilo herodiano ainda são observáveis dentro dos edifícios mamelucos no canto noroeste do Haram e na área adjacente ao longo de sua muralha norte. Juntos, eles sugerem as dimensões da Antônia: 112 por 40 metros do lado externo, significando uma área de piso de 3300 metros quadrados, absolutamente suficiente para uma pequena guarnição, mas certamente não para toda a legião sugerida por Martin.
Antônia de fato ficava em um afloramento rochoso, como escrito por Josefo, mas aqui, como em outros lugares em seus escritos, ele exagerou sua elevação acima do terreno circundante. Isso ainda significava que a fortaleza dominava os pátios e pórticos do Templo, estes últimos por mais de dez metros, combinando com as palavras de Josefo: "a torre de Antônia ficava no ângulo onde os dois pórticos, o ocidental e o do norte, do primeiro pátio do Templo se encontravam" (GJ 5:238), e "[n]o ponto onde a Antônia se ligava aos pórticos do templo havia escadas descendo para ambos pelos quais os guardas desciam" (GJ 5:243; cf. 
). A posição e dimensões desses pórticos ainda podem ser parcialmente discernidas, graças a três cavidades de vigas de teto sobreviventes esculpidas na rocha viva do afloramento rochoso que uma vez sustentou a Antônia, noroeste da esplanada. A declaração de Josefo de que todos os pórticos cercando o complexo do Templo mediam seis estádios "incluindo a Antônia" (GJ 5:192) está errada por uma grande margem (seis estádios representam cerca de 1,11 km, enquanto os lados da esplanada do Haram hoje medem juntos cerca de 1,55 km), mas claramente sugere que a fortaleza era contígua ao complexo do Templo sem necessidade de uma "dupla calçada" para conectar os dois atravessando uma distância de um estádio (c. 150 m), como afirmado por Martin.